# اوکاتوکات
اوکاتوکات (انگلیسی: !Oka Tokat) یک سریال تلویزیونی در سبک درام، که در تاریخ ۲۴ ژوئن، ۱۹۹۴ تا ۲ ژولای ۲۰۰۲ درشبکه سی بی ان در روز یکشنبه هر هفته پخش می‌شد.